# Robert Clive
Robert Clive, 1 º Barão Clive, KB (29 de setembro de 1725 - 22 de Novembro de 1774), também conhecido como Clive da Índia, foi um oficial britânico, que estabeleceu a supremacia política e militar da Companhia das Índias Orientais em Bengala. Ele é responsável por garantir a Índia, e a riqueza que se seguiu, para a coroa britânica.  Juntamente com Warren Hastings foi uma das figuras-chave na criação da Índia britânica.
Na luta pelos postos comerciais, derrotou os Franceses e os seus aliados indianos em Arcot (1751), Calcutá (1757) e Plassey (1757), sempre em inferioridade numérica. Foi governador de Bengala de 1757 a 1760 e novamente de 1764 a 1767. Clive abriu caminho para o dominio Inglês sobre a Índia, dominio esse que durou quase 200 anos.

## Biografia
Clive era filho de um membro do Parlamento Inglês e era uma criança extremamente indisciplinada e mal-humorada. Aos dezoito anos, foi para Madras, na Índia, como funcionário da Companhia Britânica das Índias Orientais. Acabrunhado pelo tédio e pela solidão, tentou suicidar-se por duas vezes. Nas duas ocasiões a pistola não disparou. Os portugueses foram os primeiros europeus a se instalar na Índia nos séculos XV e XVI. Quando nos séculos XVI e XVII chegaram também holandeses e franceses, combateram entre si pelo domínio dos grandes locais de comércio. A intervenção da Inglaterra com Robert Clive teve a sua oportunidade, com a guerra em 1751, demonstrando o seu talento como estratega ao tomar o Forte de Arcot com duzentos europeus e trezentos sipaios (tropas indianas) e defendê-lo durante cinquenta e três dias contra dez mil soldados indianos e franceses.
Clive regressou a Inglaterra, em 1753, e recebeu uma espada com o punho cravado em diamantes, como recompensa pelos serviços prestados. Regressou à India, em 1775, como tenente-coronel. O comércio inglês concentrava-se em Calcutá, a cidade mais rica da India. Em 1756, o príncipe Siraj-ud-Dowlah, nababo de Bengala, tomou Calcutá e prendeu os cento e quarenta e seis súbditos britânicos numa sala pequena que ficou conhecida por Cárcere de Calcutá. Cento e vinte e três morreram sufocados antes do amanhecer. Depois de retomar a cidade, Clive derrotou decisivamente o nababo, em Plassey, no ano de 1757. A seguir, Clive arquitectou a deposição de Siraj, deixando os Ingleses como governantes de Bengala e numa posição dominante em toda a India. Derrubando a concorrência dos holandeses, 2 anos depois de Plassey, a luta com os franceses durou até 1761, aquando da derrota dos mesmos e consequente perda de Puducherry, deixando assim também, os franceses fora da concorrência. Foi um pouco depois, em 1763 que o “Tratado de Paris” consolidou a supremacia inglesa na Índia.
Clive recebeu o título de barão Clive de Plassey, prestou funções como deputado, e foi nomeado cavaleiro, em 1764. Prestou serviço na India, em 1764-67, e denunciou muitos casos de corrupção nos negócios da Companhia das Indias. Esta actuação valeu-lhe inúmeros inimigos e teve de defender a sua imagem no Parlamento, e justificar o dinheiro que recebeu de Jaffir. Embora ilibado de todas as acusações, Clive sentiu-se deprimido com o incidente. Sentiu que fora tratado como um <<simples ladrão de rebanhos>>. Sofrendo por falta de saúde, dependente do ópio e cada vez com mais ataques de depressão, em 1774, acabou com a vida, cortando o pescoço.

## Forte St. George
Construído em 1640, por British East India Company. Localizado em Chennai (Tamil Nadu).
Este forte, foi a primeira fortaleza britânica construída na Índia. Aqui, neste local, veio a ser o berço do moderno exército Indiano e contém vários edifícios do governo. A sua localização fica junto da Baía de Bengala e é um modelo de arquitectura militar. A forma como foi construído, com suas paredes sólidas e um fosso, mostram o objectivo para que foi construído. O forte St. George conseguiu a sua localização devido a um funcionário da Companhia Britânica das Índias. O desejo da empresa de encontrar uma estação permanente de negociação fez que o funcionário finalmente conseguisse esse objectivo. O forte foi concluído em  23 de Abril de 1640.
Dos vários monumentos que o forte inclui no seu interior faz parte a igreja St. Marys. Foi nesta igreja que Robert Clive se casou, em 1753. Robert Clive habitou com sua esposa em Admiralty House, conhecido também como "Câmara Clive". Este majestoso edifício tinha cerca de 3 andares.

## A tartaruga de Clive
Morreu a tartaruga "Addwaita" que se encontrava no zoológico desde 1875. Ficou a intenção de Chowdhurry fazer um exame de carbono ao casco da tartaruga. O que tem de especial esta tartaruga, é que segundo as autoridades ela era uma entre quatro que foram trazidas à Índia por marinheiros britânicos das ilhas Seychelles. Eram oferta para o Lord Robert Clive da Companhia das Indias Orientais. Clive regressou a Inglaterra em 1767 e Addwaita continuou vivendo no jardim, mas acabou por ser então transferida para o zoológico. Após a morte da tartaruga Addwaita, ela veio a ser cremada. Esta tartaruga possivelmente foi o animal que mais tempo viveu. Ao todo, cerca de 250 anos.

## Filme sobre Robert Clive
Entre a filmografia que existe sobre Robert Clive, destaca-se o "A Conquista da Índia", sendo o seu nome "Clive of India", o titulo original.